# 牢獄の花嫁
『牢獄の花嫁』（ろうごくのはなよめ）は、は吉川英治の小説。またその映画化・ドラマ化作品。

## 概要
雑誌「キング」に1931年1月から12月まで連載。

## 書誌情報
- 「牢獄の花嫁 吉川英治全集」3巻、平凡社、1931年
- 「牢獄の花嫁・隠密七生記・春秋編笠ぶし・一領具足組 吉川英治全集」8巻、講談社、1969年4月
- 「牢獄の花嫁・江戸城心中 吉川英治全集」7巻、講談社、1983年3月
- 「牢獄の花嫁」六興出版、1970年
- 「牢獄の花嫁 吉川英治文庫」23巻、1975年1月
- 「牢獄の花嫁 吉川英治歴史時代文庫」9巻、講談社、1990年6月
- 「牢獄の花嫁」角川文庫、2015年

## 映画

### 1931年版
『牢獄の花嫁 前篇』『牢獄の花嫁 解決篇』1931年12月公開。製作：阪東妻三郎プロダクション・新興キネマ。モノクロ、スタンダード。

#### スタッフ
- 原作：吉川英治
- 監督：沖博文
- 脚本：佐々清雄
- 撮影：吉田英男、友成達雄

#### キャスト
- 阪東妻三郎
- 鈴木澄子
- 梅若礼三郎
- 児島三郎

### 1939年版
『牢獄の花嫁 前篇』1939年8月9日公開。『牢獄の花嫁 解決篇』1939年9月28日公開。製作：日活（京都撮影所）。配給：日活。モノクロ、スタンダード。1931年版と同じく板東妻三郎が主演を務める。

#### スタッフ
- 原作：吉川英治
- 監督：荒井良平
- 脚本：稲垣浩
- 音楽：白木義信
- 撮影：宮川一夫

#### キャスト
- 塙江漢、羅門搭十郎 - 阪東妻三郎
- 塙郁次郎 - 尾上菊太郎（特別出演）
- 榊原主計頭 - 河部五郎
- 加山耀蔵 - 原健作
- 宮武五百之進 - 香川良介
- 東儀三郎兵衛 - 志村喬
- 唖の男・岩松 - 根岸東一郎
- 別府の新七 - 団徳麿
- 隣家の亭主 - 大崎史郎
- 博物会の呼入 - 石川秀道
- 脱獄する男 - 瀬川礼之助
- 同心・千田 - 湊武雄
- 牢番・茂作 - 岩居昇
- 門番 - 志茂山剛、河瀬昇二郎
- 読売の男 - 阪東薪太郎
- 浪人・左右田 - 浅野象二郎
- 花世、玉枝 - 市川春代
- 巫子・直美 - 朝日ひとみ
- 東儀の妻 - 園枝幸子
- 小笠原将監 - 澤村國太郎（解決篇）
- お半 - 大倉千代子（解決篇）
- おしん - 衣笠淳子（解決篇）

### 1955年版
『牢獄の花嫁』（ろうごくのはなよめ）は、1955年8月29日に公開された日本映画。製作は東映京都撮影所。配給は東映。モノクロ、スタンダード。上映時間は94分。

#### スタッフ
- 製作：大川博
- 企画：大森康正
- 原作：吉川英治
- 脚本：五都宮章人
- 音楽：深井史郎
- 撮影：松井鴻
- 美術：塚本隆治
- 録音：石原貞光
- 照明：田中憲次
- 監督：内出好吉

#### キャスト
- 羅門塔十郎、塙江漢 - 市川右太衛門
- 塙郁次郎 - 伏見扇太郎
- 富武花世 - 田代百合子
- 月江 - 長谷川裕見子
- 玉枝 - 喜多川千鶴
- 東儀三郎兵衛 - 原健策
- 榊原主計頭 - 市川小太夫
- 戸田大和守 - 小沢栄太郎
- 加山燿蔵 - 加賀邦男
- つぎ - 松浦築枝
- 岩松 - 吉田義夫
- 新七 - 百々木直
- 千早龍山公 - 明石潮
- 田川内膳 - 薄田研二
- 川瀬伝八郎 - 夏川大二郎
- 平木三左衛門 - 尾上華丈
- そば屋の女房 - 泉春子

### エピソード
1977年に市川崑監督が山口百恵、三浦友和、三船敏郎出演でリメイクを予定していたが、企画中止となった。

## テレビドラマ

### 1968年版
TBSテレビで製作され、1968年9月25日、20:00-20:56に放送された。

#### あらすじ
長崎留学から江戸へ帰る途中で、罠にかけられ殺人の濡れ衣で捕らえられた郁次郎。父である隠居した元南町与力・塙江漢は、奉行に直訴して郁次郎の処刑を三日間延期させ、その間に郁次郎の無実を晴らすべく動き出す。一方、郁次郎の許嫁・花世は自らの出生に絡む陰謀に知らずに巻き込まれていた…

#### スタッフ
- 脚本：迫間健、鈴木生朗
- 音楽：冬木透
- 監督：松田定次
- 制作協力：京都映画
- 制作：TBS、松竹株式会社

#### キャスト
- 塙江漢 - 岡田英次
- 花世、玉枝 - 磯村みどり
- 塙郁次郎 - 佐々木功
- 加山耀蔵 - 和崎俊也
- 松平竜山 - 村上冬樹
- 東儀三郎兵ヱ - 館敬介
- 波越八弥 - 井上博一
- 岩松 - 堀田真三
- 加代 - 渡辺よし美
- 榊原主計頭 - 天田俊明
- 羅門塔十郎 - 御木本伸介

- ナレーター - 小林昭二

### 1981年版
『時代劇スペシャル』（フジテレビ）の1篇として製作された。丹波哲郎と丹波義隆が親子役を演じている。

#### あらすじ
元江戸町奉行所与力で隠居した塙江漢は、長崎に留学中の息子・郁次郎の帰りを息子の許嫁・花世と共に待ちわびていた。
そんな時、女の薬指が切られ殺される事件が発生。長崎から江戸に帰る途中の郁次郎は疑いをかけられ逃亡し、花世にかくまわれる。奉行所の与力・東儀三郎兵衛と配下の二人は、大阪町奉行所与力・羅門塔十郎の協力を得て郁次郎を追い詰める。郁次郎は発見され、再び逃亡するが遂に捕らえられる。江漢は、息子の無実を信じ、老中から五十日の死刑執行猶予を貰い、花世と共に行動を開始する。

#### スタッフ
- 脚本：宮川一郎
- 音楽：菅野光亮
- 監督：渡邊祐介
- 制作協力：丹波企画
- 制作：フジテレビ、松竹株式会社

#### キャスト
- 塙江漢 - 丹波哲郎
- 花世、玉枝 - 坂口良子
- 大村主水 - 原田大二郎
- 榊原主計守[注釈 1] - 内藤武敏
- 東儀三郎兵衛 - 小林昭二
- 富武五百之進 - 垂水悟郎
- 塙郁次郎 - 丹波義隆
- 加山耀三 - 矢吹二朗
- 波越八弥 - 宮内洋
- 岩松 - 阿藤海
- おしん - 野際陽子
- 小笠原左近 - 神山繁
- 羅門塔十郎 - 地井武男